# ウルビー・エマヌエルソン
ウルビー・ヴィトーリオ・ディエゴ・エマヌエルソン（Urby Vitorrio Diego Emanuelson, 1986年6月16日 - ）は、オランダ・アムステルダム出身の元サッカー選手。元オランダ代表。現役時代のポジションはミッドフィールダー (左サイドハーフ)、ディフェンダー (左サイドバック)。

## 経歴

### クラブ
2004-05シーズンにアヤックス・アカデミーからにトップチームに昇格し、2005年4月10日のAZ戦でデビュー。翌2005-06シーズンには左サイドバックのレギュラーとなり、国内2冠に貢献した。このクラブでの活躍と後述のU-21オランダ代表での活躍から、アムステルダム・タレント・オブ・ザ・イヤーに選ばれた。その後は左サイドバック、または攻撃力を買われて左サイドハーフのレギュラーとして出場を続けた。2011年1月24日、左サイドバックを求めていたイタリア・セリエAのACミランへ3年半の契約で移籍した。
2013年1月、イングランド・プレミアリーグのフラムFCへレンタル移籍。同年夏、レンタル期間満了でミランに復帰した。
2014年7月、契約満了につきASローマに移籍決定。
2015年1月30日、アタランタBCにレンタル移籍することが発表された。
2016年1月4日、エラス・ヴェローナFCに移籍決定。
2016年9月6日、イングランド・チャンピオンシップのシェフィールド・ウェンズデイFCに自由移籍で加入した。2017年5月7日のフラムFC戦でデビューを果たしたが、1試合の出場に終わった。
2017年7月10日、FCユトレヒトに自由移籍で加入した。

### 代表
2006年のUEFA U-21欧州選手権では左サイドバックのレギュラーとして出場し、オランダの優勝に貢献。大会選定のベストイレブンにも選出された。しかしオランダ代表では招集はされるものの出場はなく、2006 FIFAワールドカップにも招集されなかった。ワールドカップ後、最初の試合となった2006年8月14日のアイルランドとの親善試合で代表デビュー。EURO 2008のメンバーからは漏れたものの、北京オリンピックには出場した。

## 所属クラブ
- アヤックス・アムステルダム 2005-2011.1
- ACミラン 2011.1-2014

→ フラムFC　2013.1-2013.6
- ASローマ 2014-2015

→ アタランタBC 2015
- エラス・ヴェローナFC 2016
- シェフィールド・ウェンズデイ 2016-2017
- FCユトレヒト 2017-2022

## タイトル

### クラブ
アヤックス
- KNVBカップ : 2005-06, 2006-07, 2009-10
- ヨハン・クライフ・シャール : 2005-06, 2006-07, 2007-08

ミラン
- セリエA ： 2010-11
- スーペルコッパ・イタリアーナ ： 2011

### 代表
オランダ
- UEFA U-21欧州選手権 : 2006

### 個人
- UEFA U-21欧州選手権大会選定ベストイレブン : 2006
- アムステルダム・タレント・オブ・ザ・イヤー : 2006